# 트라이플루오로메테인설폰산
트라이플루오로메테인설폰산(Trifluoromethanesulfonic acid, TFMS, TFSA)은 흔히 줄여서 트리플산(Trific acid)이라고도 부르는, 화학식 CF3SO3H를 가지는 설폰산 화합물이다. 초강산의 한 종류로, 에스터화 연구를 위한 촉매로서 사용된다. 흡습성, 무색, 약간의 점성을 지닌 액체이며 극성 용매에 용해된다.
상온상태에서는 무색의 약한 점성을 지닌 액체이다. 흡입 시 치명적인 경련, 염증 및 부종을 일으킨다. 피부 접촉 시 심한 화상을 입는다.

## 제조
- 메테인설폰산(CH3SO3H)의 플루오린화에 의해 산업적인 용도로 생산된다.

CH3SO3H + 4 HF → CF3SO2F +  H2O + 3H2
위의 반응식에서, CF3SO2F는 가수분해되고, CF3SO2F은 수소 기체에 의해 양성자화되어 CF3SO3H가 형성된다.
- 염화삼플루오린화메틸설페닐의 산화에 의해 발생한다.

CF3SCl + 2 Cl2 + 3 H2O → CF3SO3H + 5 HCl
- 트라이플루오로메테인설폰산의 무수물을 증류시켜 정제한 것으로부터 얻는다.

## 안전성
- 트라이플루오로메테인설폰산은 초강산의 한 종류이다. 피부와 접촉하면 조직 파괴가 지연되어 심각한 화상을 입을 수 있다. 흡입하면 치명적인 경련, 염증 및 부종이 발생한다.
- 극성 용매에 트라이플루오로메테인설폰산을 가할 경우 용액이 심한 발열을 일으킬 수 있다.